# Social Venture Network
La Red de Emprendedores Sociales, (Social Venture Network o SVN) , es una red de líderes de negocios comprometidos a construir un mundo socialmente justo y sostenible a través de negocios enfocados social y ambientalmente sostenibles. Hacia el año 2007, SVN tenía más de 430 miembros en los Estados Unidos.

## Historia
Fue fundada en 1999, por Joshua Mailman y Wayne Silby, provee:
- Dos conferencias anuales
- Reuniones de miembros locales
- Institutos de Emprededores Sociales
- Foros comunales para sus miembros que incluyen a Ram Dass, Tetsugen Bernard Glassman, Gary Erickson, Eileen Fisher, Ben Cohen and Amy Domini.

La SVN ha sido reconocido como la plataforma de lanzamiento de otras organizaciones exitosas en los campos de responsabilidad social y ética de negocios, incluyendo algunos como el Investors' Circle, World Business Academy, Net Impact, Business Alliance for Local Living Economies (BALLE) y Business for Social Responsibility (BSR).
En el año 2004 la SVN lanzó la SVN Book Series, una serie de guías , en libros de pasta blanda, para la creación de negocios socialmente responsables.
En el año 2005, la SVN se unió a la Social Impact Leadership Coalition, fundada con un subsidio de la Fundación Kellogg, como parte de "una red de redes" dedicada a la justicia económica.
En noviembre de 2008, el miembro de la SVN, Gregor Robertson fue elegido Alcalde de Vancouver, y se estableció que recibió fondos de donantes que había conocido a través de la SVN, incluyendo Gary Hirshberg y Mark Deutschmann.